# Hypolaena
Hypolaena é um género botânico pertencente à família Restionaceae.